# Ciecz Fermiego
Ciecz Fermiego – rodzaj cieczy kwantowej fermionów powstałej w specyficznych warunkach, przy zachowaniu dostatecznie niskiej temperatury. Model cieczy Fermiego zakłada istnienie oddziaływania fermion-fermion, przykładem takiej cieczy są elektrony w metalu. Fenomenologiczną teorię cieczy Fermiego przedstawił radziecki fizyk L. Landau w 1956 roku.